# Grevillea bracteosa
Grevillea bracteosa är en tvåhjärtbladig växtart. Grevillea bracteosa ingår i släktet Grevillea och familjen Proteaceae.

## Underarter
Arten delas in i följande underarter:
- G. b. bracteosa
- G. b. howatharra